# USS Saratoga (CV-60)
El USS Saratoga (CV/CVA/CVB-60) fue un portaaviones clase Forrestal de la Armada de los Estados Unidos. Fue el sexto buque y el segundo portaaviones de la Armada, en ser nombrado en honor a la batalla de Saratoga en la guerra revolucionaria estadounidense.
Asignado en 1956, pasó la mayor parte de su servicio activo en el Mediterráneo, también participó en la Guerra de Vietnam. Recibió una estrella de combate por el servicio en Vietnam. Una de sus últimas tareas operativas fue su participación en la Operación Tormenta del Desierto.
El Saratoga fue dado de baja en 1994 y actualmente se encuentra almacenado en Newport, Rhode Island. Hubo varios intentos fallidos para preservar el portaaviones como buque museo, pero actualmente está a la espera de ser desguazado (desde mayo de 2012).

## Construcción
Fue autorizado como Large Aircraft Carrier, símbolo de clasificación de casco CVB-60, y su contrato fue adjudicado al astillero naval de Nueva York en Brooklyn, Nueva York, el 23 de julio de 1952. Es el segundo de los cuatro portaaviones clase Forrestal. Fue reclasificado como portaaviones de ataque (CVA-60) el 1 de octubre de 1952. Su quilla fue puesta en grada el 16 de diciembre de 1952. Fue botado el 8 de octubre de 1955 amadrinado por la Sra. Charles S. Thomas, y asignado el 14 de abril de 1956 con el capitán Robert Joseph Stroh al mando. Fue el primer portaaviones en la Armada de los Estados Unidos en utilizar calderas de alta presión (1200 psi).

## Desmantelamiento
El Saratoga fue dado de baja en la estación Naval de Mayport, Florida, el 20 de agosto de 1994, y borrado del registro de buques de la Armada el mismo día. Fue remolcado a Filadelfia en mayo de 1995, y tras la desactivación del astillero Naval de Filadelfia en agosto de 1998, a la estación Naval de Newport en Newport, Rhode Island. Allí, fue colocado primero en espera de donación, después su estatus fue cambiado a eliminación como nave experimental, y finalmente fue devuelto a espera de donación de 1 de enero de 2000. En Newport, el ex-Saratoga ha sido despojado extensamente para apoyar a la flota de portaaviones activos. En abril de 2010, el Saratoga fue retirado de espera de donación y programado para ser desechado.
Los esfuerzos realizados en 1994–95 para establecer el buque como museo en Jacksonville, Florida no lograron recaudar ni la mitad de los costos iniciales. Líderes cívicos de Jacksonville intentaron recaudar fondos, pero la campaña Save Our Sara, estuvo por debajo de la meta de 3 millones de dólares. Los esfuerzos fueron abandonados cuando los costos iniciales aumentaron de 4,5 a 6,8 millones. Las autoridades querían colocar el buque en el centro de Jacksonville, en el río St. Johns, a lo largo de Southbank Riverwalk.
El Saratoga permanece amarrado en Newport, y partir de mayo de 2012 está en espera de ser vendido como chatarra.

### Buques de la clase
• USS Forrestal (CV-59)
• USS Ranger (CV-61)
• USS Independence (CV-62)

### Listas relacionadas
• Portaaviones de Estados Unidos
• Anexo:Portaaviones por país